# Tigirmieniewo
Tigirmieniewo (ros. Тигирменево) – wieś (dieriewnia) w Rosji, w Baszkortostanie, w rejonie miszkińskim. W 2010 liczyła 241 mieszkańców, głównie Maryjczyków.